# Jan Steeman (radiopresentator)
Jan Steeman (Weesp, 21 september 1945 – Hilversum, 30 juli 2022) was een Nederlands radiopresentator, programmamaker en mentor voor de AVRO en AVROTROS op Hilversum 3, Radio 3FM en NPO Radio 5.
Hij werd geboren in Weesp, maar groeide op in Heemstede. Steeman begon in 1961 als leerling van het Triniteitslyceum (examen 1964) bij de door hem zelf in het leven geroepen ziekenomroep van het Ziekenhuis Johannes de Deo. De muziek werd daarvoor gedraaid door welke verpleger/verpleegster maar een platenspeler kon bedienen en leerlingen van genoemde onderwijsinstelling. Zo draaide Joop van Zijl er ook wel plaatjes, maar dan in de jaren vijftig. Steeman was in 1964 nog student filosofie, maar had al een programma Platendiagnose op zijn naam staan. De studio werd langzaam uitgebreid tot omroep Parade (Patiënten Radio Deo). In 1969 was Steeman in dienst bij de Algemene Haarlemse Ziekenomroep.
Hij kwam in 1971 bij de AVRO op Hilversum 3 als vakantie invaller. Het meest bekend werd hij als samensteller van de Arbeidsvitaminen waarvan hij tussen 1985 en 1992 samensteller was. Het was lange tijd het best beluisterde radioprogramma van 3FM. Toen het programma per september 2010 van NPO 3FM naar NPO Radio 5 verhuisde, nam Steeman de presentatie over tot 2017. In juli 2015 werd de radioshow uitgeroepen tot best gewaardeerde publieke radioprogramma. Daarnaast presenteerde hij Het Steenen Tijdperk. Ook was hij producer van talloze andere AVRO-radioprogramma's zoals Vol gas met Karel van de Graaf. Ook was hij de mentor van de latere radio dj's zoals Wim Rigter, Hans Schiffers, Giel Beelen en Gerard Ekdom. 
Op 30 juli 2022 overleed Steeman na een kort ziekbed in zijn woonplaats Hilversum.